# Delegado (mestre-sala)
Hélio Laurindo da Silva, mais conhecido como Delegado (Rio de Janeiro, 29 de dezembro de 1921 - Duque de Caxias, 12 de novembro de 2012), foi diretor de bateria, ritmista e mestre-sala da escola de samba Estação Primeira de Mangueira, reconhecido como o maior mestre-sala da história do carnaval carioca, conquistando apenas nota máxima durante o período em que desfilou.

## Biografia

### Primeiros Anos
Filho de um dançarino de valsa e de uma doceira, Delegado nasceu no morro da Mangueira, e desde jovem interessou-se pelo samba e pelo carnaval, ao se aproximar da bateria da Mangueira. Conheceu Marcelino, o mestre-sala fundador, e Jorge Rasgado, mestre-sala titular nos anos 1940, encantando-se com a função que exerciam. O apelido Delegado é decorrente de sua fama de “prender” as moças na conversa.

### Carreira
Delegado nunca tirou nota menor que 10 nos desfiles da Mangueira. Sua estreia ocorreu na madrugada de 8 de fevereiro de 1948, ao entrar na Praça Onze junto de sua parceira, a porta-bandeira Nininha Chochoba. Apesar da sua agremiação não levar o titulo, o casal levou nota 10, iniciando a sequencia que o acompanharia por toda carreira. Durante 36 anos ele conquistou a nota máxima fazendo dupla com Nininha, Neide e Mocinha. A última nota 10 foi em 1984, ano da inauguração do sambódromo, quando a Mangueira venceu o supercampeonato, tendo como enredo Yes, nós temos Braguinha. Delegado venceu e se aposentou, recusando-se a receber homenagens na ocasião. Em 1978 teve passagem pela escola de samba Camisa Verde e Branco, em São Paulo, sagrando-se vice-campeão pela escola ao ser diretor de harmonia, mas nunca deixou a Mangueira, sendo vice-campeão do carnaval carioca no mesmo ano. Delegado foi consagrado como presidente de honra da escola carioca em agosto de 2011, em substituição à Jamelão, morto em 2008. Na ocasião da posse, a Mangueira recebeu a visita dos mestres-sala e porta-bandeiras de todas as agremiações do Rio de Janeiro, e Delegado dançou com cada uma delas no Palácio do Samba, quadra mangueirense.

### Vida Pessoal
Delegado nunca se casou, mas teve três filhos e seis netos.

### Homenagens
Em 1998 recebeu a Medalha do Mérito Pedro Ernesto da Câmara Municipal do Rio de Janeiro. Foi um dos três homenageados pela Mangueira no enredo de 2022, ao lado de Cartola e Jamelão.

### Morte
Delegado morreu em 12 de novembro de 2012 na Clínica Santa Branca, em Duque de Caxias, em decorrência de câncer de próstata, após 10 dias de internação, e foi sepultado no Memorial do Carmo, Zona Portuária do Rio.

## Premiações
- Estandarte de Ouro (O Globo)

1. 1978 - Melhor mestre-sala (Mangueira) [6]
2. 1982 - Melhor mestre-sala (Mangueira) [7]

- Estandarte do Povo (Jornal do Brasil)

1. 1983 - Melhor mestre-sala (Mangueira) [8][9]